# Лісандер (Нью-Йорк)
Лісандер (англ. Lysander) — місто (англ. town) в США, в окрузі Онондага штату Нью-Йорк. Населення — 23 074 особи (2020).

## Демографія
Згідно з переписом 2010 року, у місті мешкало 21 759 осіб у 8416 домогосподарствах у складі 6140 родин. Було 8845 помешкань
Расовий склад населення:
| - 95,8 % — білих - 1,1 % — азіатів - 0,8 % — чорних або афроамериканців - 0,4 % — корінних американців |

До двох чи більше рас належало 1,5 %. Частка іспаномовних становила 1,6 % від усіх жителів.
За віковим діапазоном населення розподілялося таким чином: 26,2 % — особи молодші 18 років, 61,1 % — особи у віці 18—64 років, 12,7 % — особи у віці 65 років та старші. Медіана віку мешканця становила 41,7 року. На 100 осіб жіночої статі у місті припадало 95,4 чоловіків;  на 100 жінок у віці від 18 років та старших — 91,9 чоловіків також старших 18 років.
Середній дохід на одне домашнє господарство  становив 94 198 доларів США (медіана — 79 625), а середній дохід на одну сім'ю — 107 181 долар (медіана — 95 741). Медіана доходів становила 68 750 доларів для чоловіків та 47 712 долари для жінок. За межею бідності перебувало 6,8 % осіб, у тому числі 11,0 % дітей у віці до 18 років та 5,6 % осіб у віці 65 років та старших.
Цивільне працевлаштоване населення становило 11 491 особа. Основні галузі зайнятості: освіта, охорона здоров'я та соціальна допомога — 32,5 %, науковці, спеціалісти, менеджери — 9,9 %, виробництво — 9,9 %.